# Flughafen Taipeh-Songshan

i7
i11
i13
Der Flughafen Taipeh-Songshan (chinesisch 臺北松山機場 / 台北松山机场, Pinyin Táiběi Sōngshān Jīchǎng, englisch Taipei Songshan Airport, IATA-Code: TSA, ICAO-Code: RCSS) ist der im gleichnamigen Stadtbezirk von Taipeh gelegene kleinere Flughafen der Hauptstadt der Republik China auf Taiwan. Er bedient schwerpunktmäßig Inlandsflüge; es existieren aber auch einige regelmäßige internationale Verbindungen in benachbarte ostasiatische Länder.

## Entwicklung
| Jahr | Flugbe- wegungen | Passagiere (in 1000) | Fracht (in t) |
| ---- | ---------------- | -------------------- | ------------- |
| 1952 | 5.133            | 26                   | 3.122         |
| 1971 | 46 357           | 2 133                | 54.033        |
| 1981 | 21.638           | 2.035                | 7.188         |
| 1991 | 68.532           | 4.192                | 14.034        |
| 2001 | 151.617          | 10.092               | 13.924        |
| 2007 | 68.084           | 4.471                | 13.115        |
| 2008 | 49.264           | 3.102                | 11.831        |
| 2009 | 44.655           | 3.091                | 11.406        |
| 2010 | 48.925           | 3.713                | 14.355        |
| 2011 | 58.185           | 5.259                | 34.492        |
| 2012 | 58.170           | 5.676                | 31.311        |
| 2013 | 60.066           | 5.847                | 36.320        |
| 2014 | 61.881           | 6.105                | 43.528        |
| 2015 | 57.642           | 5.861                | 45.218        |
| 2016 | 59.351           | 6.143                | 43.641        |

Der zunächst als Militärbasis genutzte Flughafen entwickelte sich gemeinsam mit Taipeh zum bedeutenden Verkehrsknotenpunkt. Ab der Fertigstellung des internationalen Flughafens nahe Taoyuan 1979 wurden von Songshan aus nur noch nationale Passagierflüge innerhalb von Taiwan und den zur Republik China gehörenden umliegenden Inseln abgefertigt.
Die Inbetriebnahme des ersten Abschnittes der Hochgeschwindigkeitsbahn Taiwan High Speed Rail, die Taipeh entlang der Westküste von Taiwan u. a. mit Taichung, Chiayi, Tainan und Kaohsiung (Zuoying) verbindet, leitete einen starken Rückgang des Passagieraufkommens zu diesen Flugzielen ein. Die meisten betroffenen Verbindungen wurden gestrichen. Mit Aufnahme von Charterverbindungen zu Zielen in der Volksrepublik China 2008 sowie besserer Verkehrsanbindung des Flughafens an das U-Bahn-Netz 2009 wurde der Flughafen wieder attraktiver.

## Verkehrsanbindung
Direkt vor dem Hauptgebäude gibt es getrennte Haltezonen für Taxis, Stadt- und Überlandbusse sowie einen Parkplatz. Taxis, die am Flughafen Passagiere absetzen, dürfen nicht sofort neue Passagiere mitnehmen, sondern müssen sich in einer Warteschlange „anstellen“. Besonders bei Regen kann es sich lohnen, den kurzen Fußweg zur Flughafenausfahrt auf sich zu nehmen, anstatt am Hauptgebäude in der Schlange zu warten, da an der nahe gelegenen Tankstelleneinfahrt oft freie Taxis stehen. Überlandbusse sind mit dem Namen des Abgangs- und Zielortes (oft nur auf Chinesisch, teilweise auch transkribiert in lateinischen Buchstaben), Stadtbusse zusätzlich mit Liniennummern versehen.
Vom und zum internationalen Flughafen Taipeh-Taiwan Taoyuan verkehrt ein Shuttlebus, die Fahrt dauert ca. 1 Stunde bei direkter Fahrt (KuoKuang oder FreeGo Bus), mit Zwischenhalten in Taipeh entsprechend länger (Yatung oder Toward You Air Bus).
Der Flughafen hat einen direkten Zugang zum U-Bahn-Netz von Taipeh. Eine unterirdische Haltestelle der braunen Neihu-Linie befindet sich unmittelbar vor dem Terminal.

## Zwischenfälle
- Am 14. April 1960 wurde eine Douglas DC-4-1009 der Thailändischen Luftstreitkräfte (Luftfahrzeugkennzeichen RTAF 42919) gegen den Berg Wuzhi nahe dem Flughafen Taipeh-Songshan geflogen. Bei diesem CFIT (Controlled flight into terrain) wurden alle 18 Insassen, acht Besatzungsmitglieder und 10 Passagiere, getötet.[3]

- Am 16. Februar 1968 wurde eine intakte Boeing 727-92C der taiwanischen Civil Air Transport (B-1018) im Anflug auf den Flughafen Taipeh-Songshan weit unter den Gleitpfad des Instrumentenlandesystems und dabei ins Gelände geflogen. Die Maschine setzte auf, rollte 200 Meter und flog wieder hoch, bis sie Bäume und ein Bauernhaus streifte. Von den 63 Insassen kamen 21 ums Leben (siehe auch Civil-Air-Transport-Flug 010).[4]

- Am 1. Februar 1975 überrollte eine Vickers Viscount 806 der indonesischen Mandala Airlines (PK-RVM) auf dem Flughafen Taipeh-Songshan das Landebahnende und kam erst in einem Reisfeld zum Stillstand. Alle Insassen überlebten den Unfall. Das Flugzeug wurde irreparabel beschädigt.[5]

- Am 31. Juli 1975 verunglückte eine Vickers Viscount 837 der taiwanesischen Far Eastern Air Transport (FEAT) (B-2029) bei der Landung auf dem Flughafen Taipeh-Songshan. Bei der vom Flughafen Hualien kommenden Maschine kam es in einem Starkregenfeld zu einem Strömungsabriss; das Flugzeug stürzte auf die Landebahn. Von den 75 Insassen starben 27, es überlebten 48.[6]

- Am 4. Februar 2015 stürzte eine ATR 72-600 der taiwanesischen TransAsia Airways (B-22816) kurz nach dem Start vom Flughafen Taipeh-Songshan in den Keelung-Fluss, da der Kapitän nach einem Triebwerksausfall das falsche Triebwerk abgestellt hatte. Von den 58 Insassen kamen 43 ums Leben, 15 überlebten den Unfall (siehe auch TransAsia-Airways-Flug 235).[7]